# Marin Drinov
Marin Drinov é um historiador russo de origem búlgara. Primeiro Presidente da Academia de Ciências da Bulgária.
Conselheiro Chefe do Imperador Russo Alexandre II da Rússia durante a Guerra russo-turca de 1877–1878. Hoje, a editora da Academia de Ciências da Bulgária leva seu nome. 